# Théâtre du Châtelet

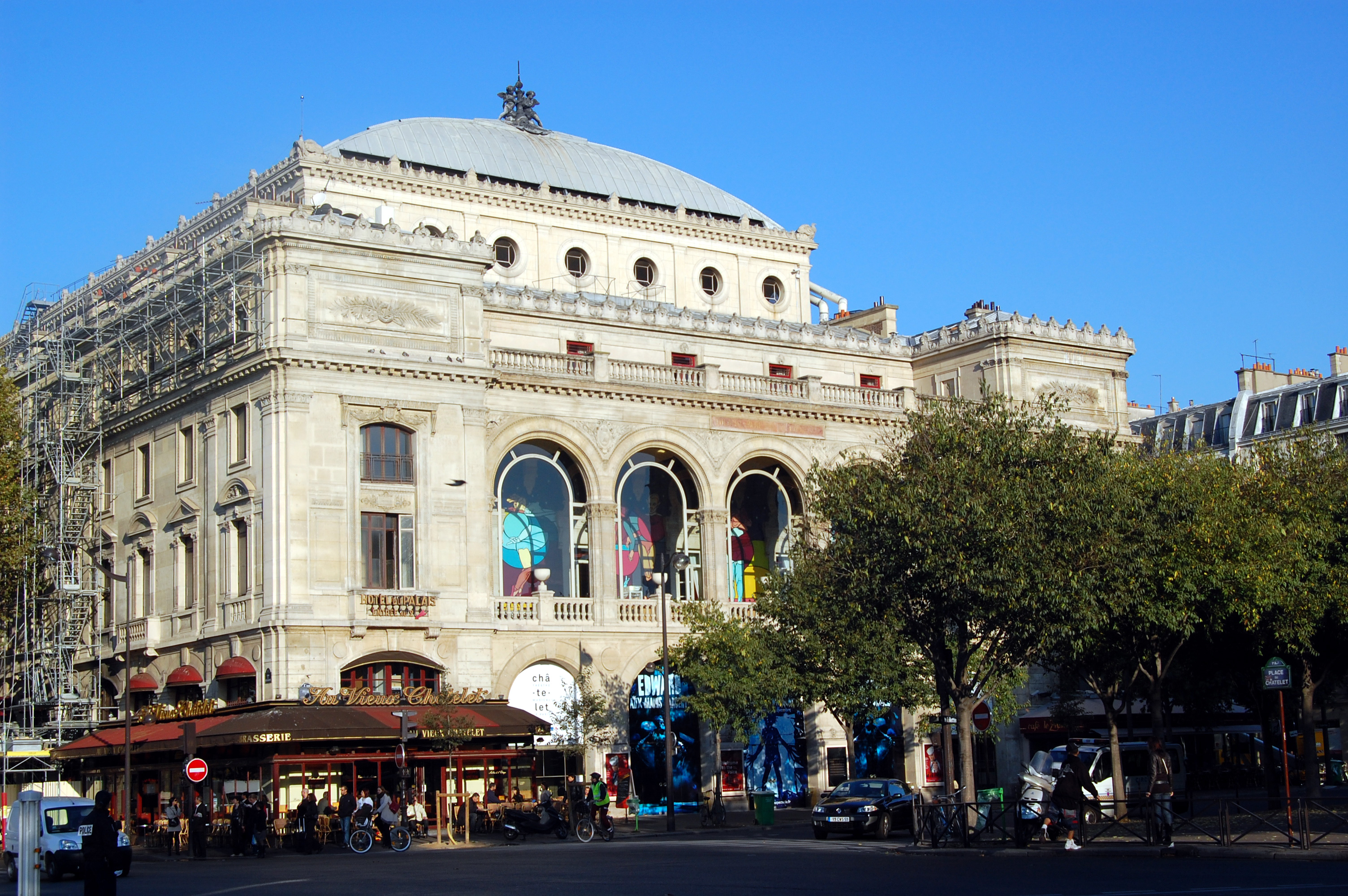
Théâtre du Châtelet.

Théâtre du Châtelet är en teater och operahus som ligger vid Place du Châtelet i Paris första arrondissement. Den invigdes 1862.